# Komjakino
Komjakino (russisch Комякино) ist ein Dorf (derewnja) in der Oblast Kursk in Russland. Es gehört zum Rajon Kurtschatow und zur Landgemeinde (selskoje posselenije) Druschnenski selsowjet.

## Geographie
Der Ort liegt gut 46 km Luftlinie südwestlich des Oblastverwaltungszentrums Kursk im südwestlichen Teil der Mittelrussischen Platte, 8,5 km südwestlich des Rajonverwaltungszentrums Kurtschatow, 2 km vom Sitz des Dorfsowjet – Druschnaja, 50,5 km von der Grenze zwischen Russland und der Ukraine, am Fluss Reut (Nebenfluss des Seim).

### Klima
Das Klima im Ort ist wie im Rest des Rajons kalt und gemäßigt. Es gibt während des Jahres eine erhebliche Niederschlagsmenge. Dfb lautet die Klassifikation des Klimas nach Köppen und Geiger.

## Bevölkerungsentwicklung
| Jahr | Einwohner |
| ---- | --------- |
| 2002 | 130       |
| 2010 | 108       |

Anmerkung: Volkszählungsdaten

## Verkehr
Komjakino liegt 35,5 km von der Fernstraße föderaler Bedeutung M2 "Krim" (Moskau – A142/Trosna – Grenze zur Ukraine), 2 km von der Straße regionaler Bedeutung 38K-017 (Kursk – Lgow – Rylsk – Grenze zur Ukraine), 3 km von der Straße 38K-010 (M2 – Iwanino), 18 km von der Straße 38K-004 (Djakonowo – Sudscha – Grenze zur Ukraine), 5 km von der Straße interkommunaler Bedeutung 38N-086 (38K-004 – Ljubimowka – Imeni Karla Libknechta), an der Straße 38N-090 (38N-086 – Kolpakowo – Iwanino) und 4 km vom nächsten Bahnhof Blochino (Eisenbahnstrecke Lgow-Kijewskij – Kursk) entfernt.
Der Ort liegt 128 km vom internationalen Flughafen von Belgorod entfernt.